# Монтехо-де-Тьєрмес
Монтехо-де-Тьєрмес (ісп. Montejo de Tiermes) — муніципалітет в Іспанії, у складі автономної спільноти Кастилія-і-Леон, у провінції Сорія. Населення — 198 осіб (2010).
Муніципалітет розташований на відстані близько 110 км на північ від Мадрида, 75 км на південний захід від Сорії.
На території муніципалітету розташовані такі населені пункти: (дані про населення за 2010 рік)
- Карраскоса-де-Арріба: 24 особи
- Куевас-де-Айльйон: 18 осіб
- Ос-де-Абахо: 6 осіб
- Ос-де-Арріба: 0 осіб
- Лігос: 22 особи
- Монтехо-де-Тьєрмес: 58 осіб
- Новіалес: 31 особа
- Педро: 14 осіб
- Ребольйоса-де-Педро: 3 особи
- Торресусо: 7 осіб
- Вальдерроман: 15 осіб

## Демографія
Динаміка населення (INE ):